# Alexander Romanovas
Alexander Romanovas (* 11. Mai 1953) ist ein ehemaliger sowjetischer und litauischer Radrennfahrer und nationaler Meister im Radsport.

## Sportliche Laufbahn
Romanovas (zu seiner Zeit als Sowjetbürger wurde er Romanow genannt) stammt aus Litauen. Er war im Bahnradsport aktiv. In den 1980er Jahren war er mehrfach nationaler Meister im Steherrennen in der Sowjetunion. 1984 stellte er am 11. Mai auf der Radrennbahn von Tbilissi Weltrekorde für Amateure über 50 Kilometer, 100 Kilometer und eine Stunde auf. Auf der Radrennbahn von Moskau Krylatskoje fuhr er siebzehn Mal Weltrekorde für Hallenbahnen über verschiedenen Distanzen. Mehrfach startete er bei den UCI-Bahn-Weltmeisterschaften im Steherrennen. Von 1989 bis 1992 startete er ohne größere Erfolge als Berufsfahrer.